# 倫志炎
倫志炎（1933年—2014年10月30日），永倫集團創辦人，香港上市公司茂盛控股有限公司主席，為資深工程師。

## 投資
早年與太太孫翠芬經營福成地產，為香港較早期的地產經紀公司之一，及後從經紀業取得資金，投資住宅物業，包括曾以私人名義購置多個杏花邨單位

## 公務
- 中國高等院校香港校友會聯合會永遠名譽會長及常務副會長

- 香港廣東社團總會榮譽會長及常務會董

- 香港地產代理商總會首席永遠名譽會長及榮譽主席

- 香港島各屆聯合會副會長

## 榮譽
- 羅定市榮譽市民

- 湛江市海外聯誼會

- 湛江市公共關係協會榮譽顧問

## 外部連結
茂盛控股 （页面存档备份，存于）
永倫集團
茂盛控股2011年報
投資四百物業億萬包租公曝光 （页面存档备份，存于）